# Kasteel van Chauveaux
Het kasteel van Chauveaux of kasteel van Chauvaux (Frans: Château des Chauvaux) is een Frans kasteel gelegen in de gemeente Douzillac in het departement Dordogne, in de regio Nieuw-Aquitaine.

## Ligging en uiterlijk
Het Château des Chauveaux ligt in het westen van het departement Dordogne, een kilometer ten oosten van het dorp Douzillac, tussen de departementale weg 3 en de spoorlijn Coutras - Tulle. Het is privé-eigendom, maar dient nu als bed-and-breakfast.
Het huidige kasteel heeft de vorm van een huis omlijst door twee achthoekige torens en dateert van het eind van de 16e eeuw. Aan het einde van zijn leven woonde Louis Philippe Maine, held van de belegering van Sebastopol en de slag om Camerone, daar.

## Varia
- Het kasteel was op 1 januari 2021 te zien in Ik vertrek, een Nederlands tv-programma van Avrotros. Emmy Postma liet zien hoe ze het kasteel renoveert om er een bed-and-breakfast van te maken.[2]

## Galerij

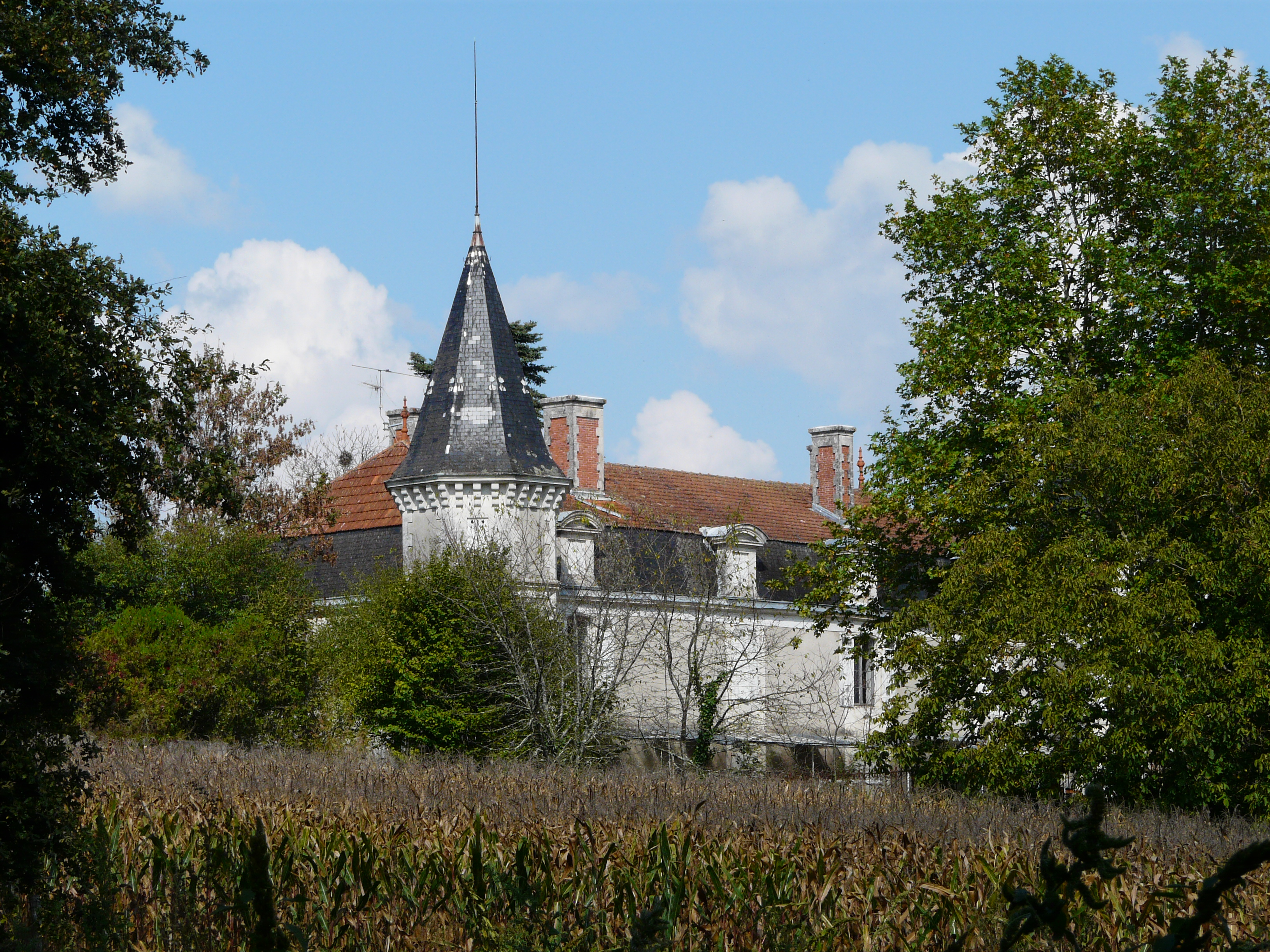
Zuidaanzicht.
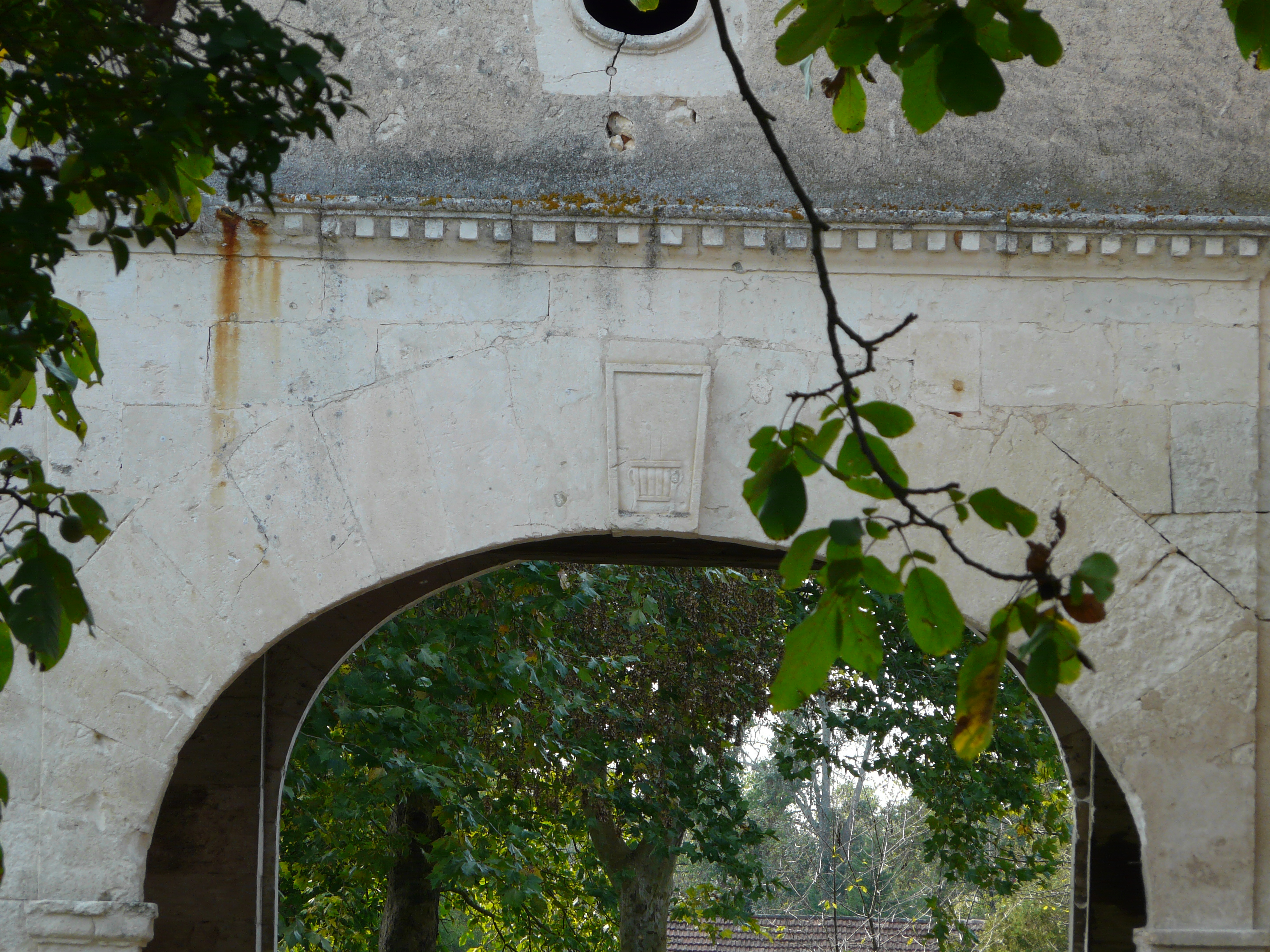
Toegangspoort
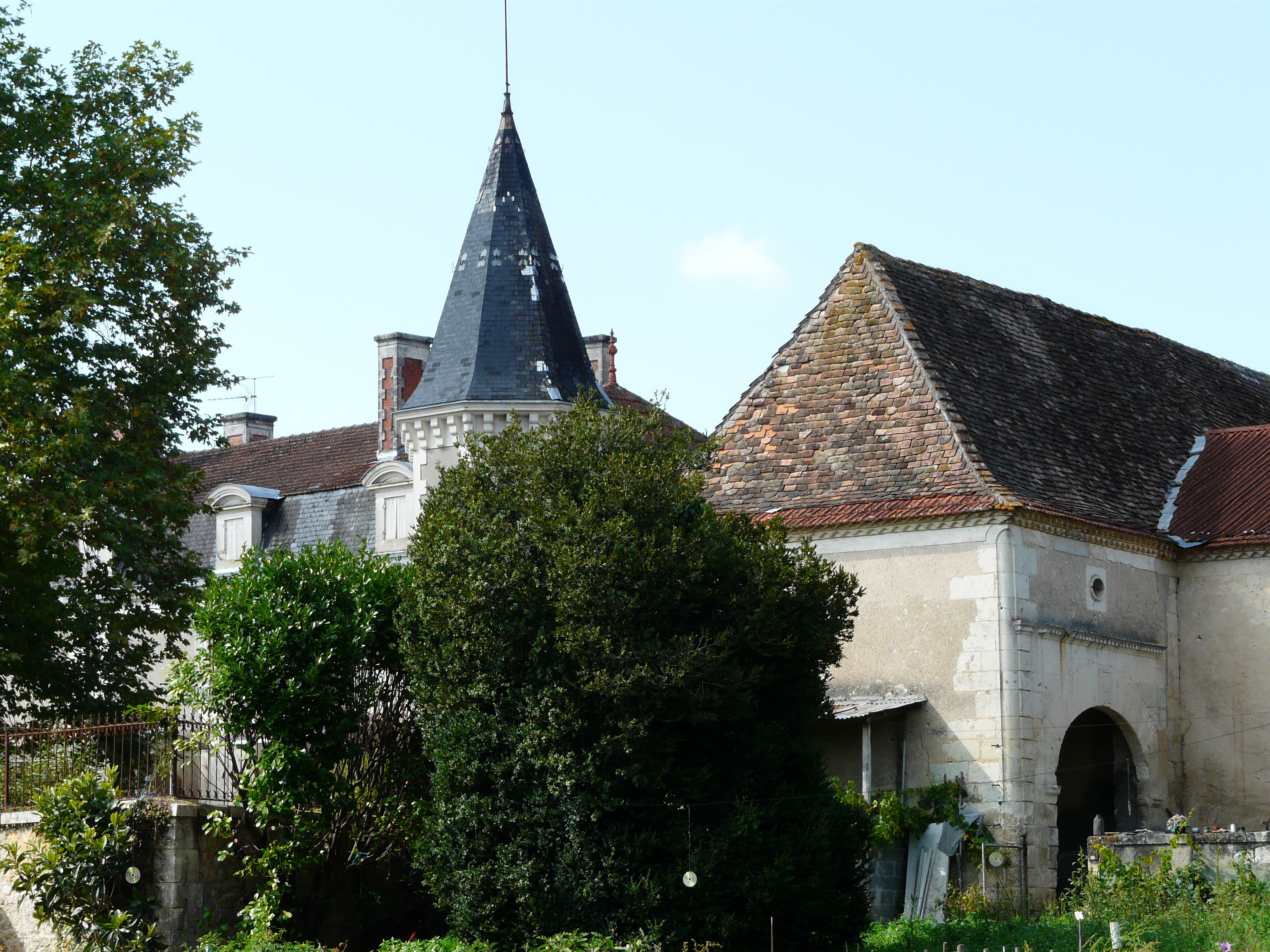
Toren en toegangspoort
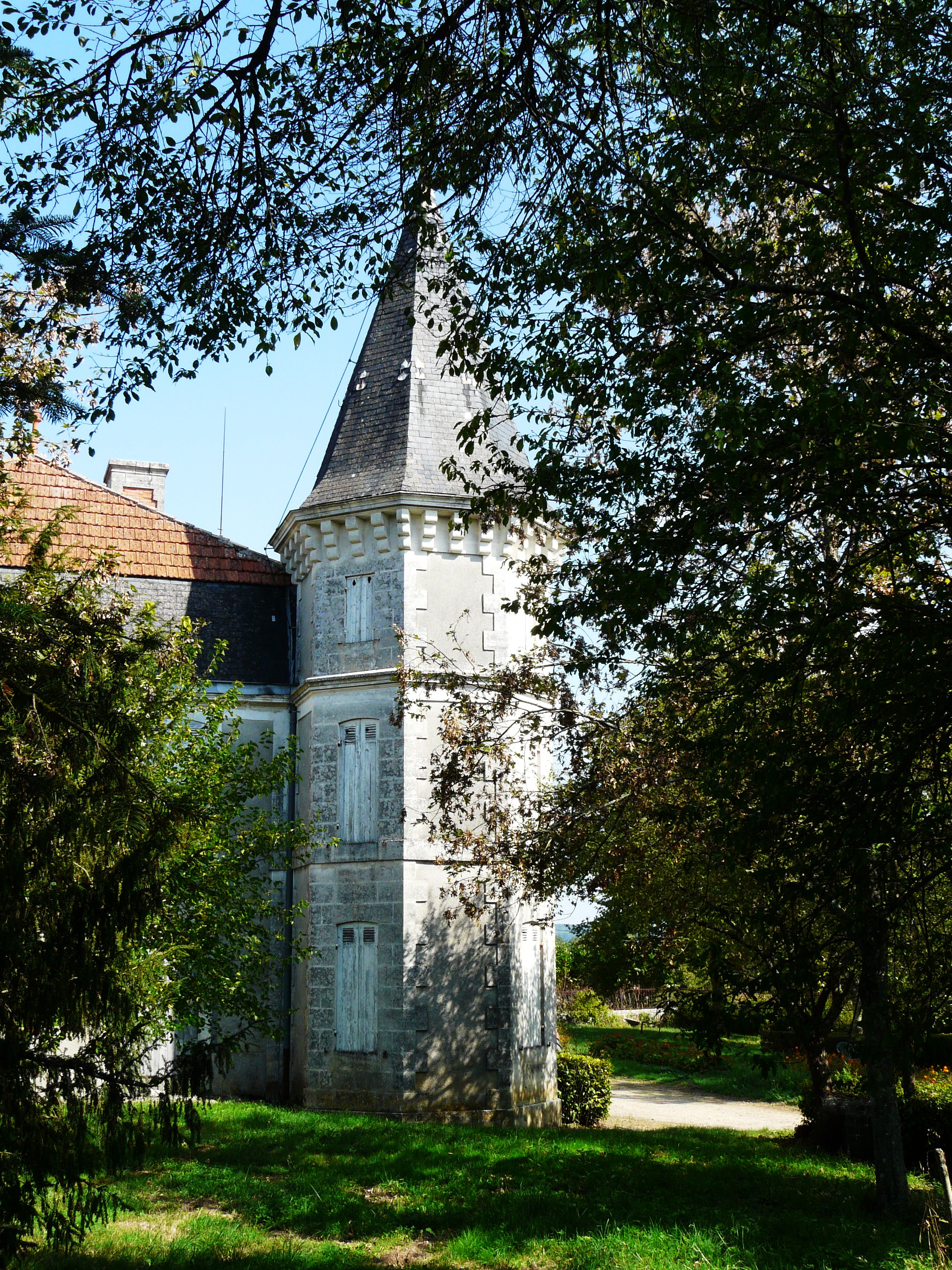
Toren